# Fanīs Katergiannakīs
Theofanīs Katergiannakīs detto Fanīs (in greco: Θεοφάνης Κατεργιαννάκης; Salonicco, 16 febbraio 1974) è un ex calciatore greco, di ruolo portiere, campione d'Europa con la nazionale greca nel 2004.

## Carriera

### Club

#### Ethnikos Pylaias
Formatosi nelle giovanili dell'Ethnikos Pylaias, squadra della sua città con il quale riesce a debuttare in prima squadra all'età di 19 anni.

#### Aris Salonicco
Dopo aver disputato un campionato nella quarta divisione greca passa all'Aris Salonicco, contribuendo alla promozione della squadra nella massima serie greca nella stagione 1997-1998. Nella stagione successiva contribuisce alla qualificazione della squadra di Salonicco alla Coppa UEFA parando un rigore a Demis Nikolaidis capocannoniere dell'Alpha Ethniki nella stagione 1998-1999. Nella stagione 1999-2000 raggiunge la quarti di finale di Coppa di Grecia contro il Panionios. Il match del 27 gennaio 2002 contro l'Olympiakos segna una svolta nella sua carriera: l'Aris Salonicco espugna il Pireo vincendo 1-0 - risultando l'unica sconfitta in casa per l'Olympiakos in quella stagione. Katergiannakis si mette in mostra respingendo i numerosi assalti di Alexandros Alexandris, Stelios Giannakopoulos e compagni.

#### Olympiakos Pireo
Nel 2002 passa all'Olympiakos Pireo dove nella stagione 2002-2003 vince il campionato. Arriva anche alla finale della Coppa di Grecia, persa contro il Panathīnaïkos. Durante quest'ultima stagione Katergiannakis condivide il posto di primo portiere con Dimitrios Eleftheropoulos. Con la squadra raggiunge i quarti di finale di Coppa di Grecia e la finale di Coppa di Grecia nella stagione 2002-2003 contro il Panathīnaïkos.

#### Cagliari Calcio
Dopo l'Europeo 2004, Katergiannakis viene ingaggiato dal Cagliari, neopromosso in Serie A. In Italia gioca 15 partite. Perde però il posto di titolare in favore di Gennaro Iezzo con il quale la squadra sarda termina la stagione.

#### Iraklis Salonicco
Nell'estate 2005 passa all'Iraklis Salonicco per due stagioni, dove pur giocando poco la squadra di Salonicco dell'ex Giuseppe Signori, ottenendo il quarto posto nell'Alpha Ethnik] nella stagione 2005-2006.

#### AO Kavala
Alla fine della stagione 2007-2008 Katergiannakis viene ingaggiato dal Kavala. Nella stagione 2008-2009 ha contribuito alla promozione della squadra nell'Alpha Ethniki dopo dieci anni. La porta di Katergiannakis nella stagione 2008-2009 risulta la meno battuta del campionato. Nel febbraio 2010 raggiunge la semifinale di Coppa di Grecia contro l'Aris Salonicco, sua ex squadra. Il Kavala, dopo dieci anni di assenza nell'Alpha Ethniki, nella stagione 2009-2010, raggiunge il sesto posto. Il 16 gennaio 2011 subentra al 69' a Javier López Vallejo contro il Panathīnaïkos allo Stadio Olimpico di Atene, diventando il secondo club dove ha totalizzato più presenze. Al termine della stagione 2010/2011, dopo aver giocato solo una partita, si ritira dal calcio giocato a 37 anni.

### Nazionale
Debutta nella nazionale greca nel novembre 1999 contro la Bulgaria sostituendo Antōnīs Nikopolidīs. Inizialmente non trova molto spazio nella Nazionale, chiuso da Dimitrios Eleftheropoulos, Konstantinos Chalkias e dal titolare inamovibile Nikopolidis. 
Fu il terzo portiere della nazionale greca dietro a Antōnīs Nikopolidīs e Konstantinos Chalkias, per il Campionato europeo di calcio 2004, il 4 luglio 2004, seppure senza scendere in campo, si laurea campione d'Europa all'età di 30 anni. Al termine dell'europeo, si ritira dalla nazionale.

## Dopo il ritiro
Nel novembre 2018 è diventato l'allenatore dei portieri della Grecia U21.

## Statistiche

### Cronologia presenze e reti in nazionale
| Cronologia completa delle presenze e delle reti in nazionale ― Grecia | Cronologia completa delle presenze e delle reti in nazionale ― Grecia | Cronologia completa delle presenze e delle reti in nazionale ― Grecia | Cronologia completa delle presenze e delle reti in nazionale ― Grecia | Cronologia completa delle presenze e delle reti in nazionale ― Grecia | Cronologia completa delle presenze e delle reti in nazionale ― Grecia | Cronologia completa delle presenze e delle reti in nazionale ― Grecia | Cronologia completa delle presenze e delle reti in nazionale ― Grecia |
| Data                                                                  | Città                                                                 | In casa                                                               | Risultato                                                             | Ospiti                                                                | Competizione                                                          | Reti                                                                  | Note                                                                  |
| --------------------------------------------------------------------- | --------------------------------------------------------------------- | --------------------------------------------------------------------- | --------------------------------------------------------------------- | --------------------------------------------------------------------- | --------------------------------------------------------------------- | --------------------------------------------------------------------- | --------------------------------------------------------------------- |
| 17-11-1999                                                            | Kozani                                                                | Grecia                                                                | 1 – 0                                                                 | Bulgaria                                                              | Amichevole                                                            | -                                                                     | 78’                                                                   |
| 14-12-1999                                                            | Salonicco                                                             | Grecia                                                                | 1 – 1                                                                 | Ghana                                                                 | Amichevole                                                            | -                                                                     | 59’                                                                   |
| 18-12-1999                                                            | Trikala                                                               | Grecia                                                                | 2 – 2                                                                 | Estonia                                                               | Amichevole                                                            | -2                                                                    |                                                                       |
| 15-11-2000                                                            | Rodi                                                                  | Grecia                                                                | 2 – 2                                                                 | Slovacchia                                                            | Amichevole                                                            | -1                                                                    | 58’                                                                   |
| 13-12-2000                                                            | Xanthi                                                                | Grecia                                                                | 1 – 1                                                                 | Jugoslavia                                                            | Amichevole                                                            | -                                                                     | 46’                                                                   |
| 28-2-2001                                                             | Heraklion                                                             | Grecia                                                                | 3 – 3                                                                 | Russia                                                                | Amichevole                                                            | -2                                                                    | 46’                                                                   |
| Totale                                                                |                                                                       | Presenze                                                              | 6                                                                     |                                                                       | Reti                                                                  | -5                                                                    |                                                                       |

## Palmarès

### Club
- Campionato greco: 1

Olympiakos: 2002-2003

### Nazionale
- Campionato d'Europa: 1

Portogallo 2004

### Individuale
- Miglior Portiere dell'anno del campionato greco di serie B: 1

2009